# Pseudectinosoma minor
Pseudectinosoma minor är en kräftdjursart som först beskrevs av Kunz 1935.  Pseudectinosoma minor ingår i släktet Pseudectinosoma och familjen Ectinosomatidae. Inga underarter finns listade i Catalogue of Life.